# Schloss Mamling

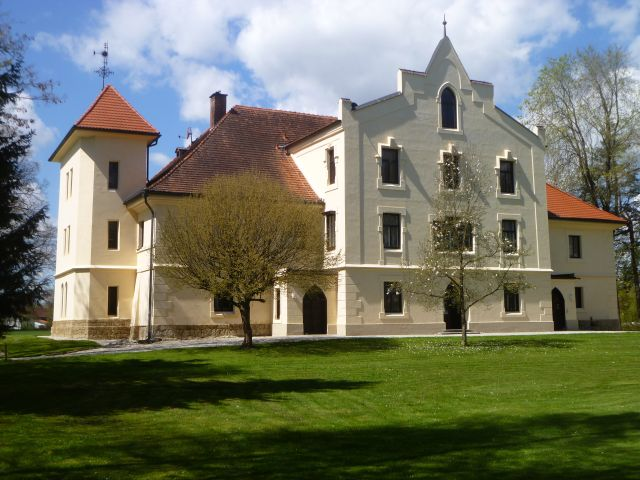
Schloss Mamling

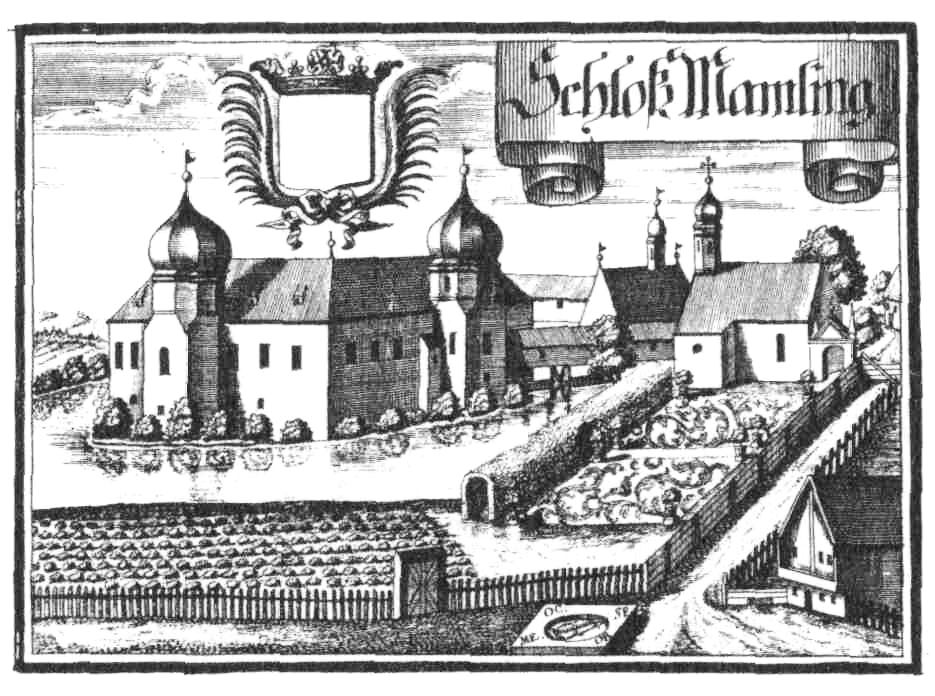
Schloss Mamling, Kupferstich von Michael Wening, 1721

Das Schloss Mamling steht im Ort Mamling in der Gemeinde Mining im Bezirk Braunau am Inn in Oberösterreich. Das Schloss steht unter Denkmalschutz (Listeneintrag).

## Geschichte
Die erste Erwähnung einer Burg im Mamling stammt von 1297, als ein Otto von Mamling genannt wird. Die Mamlinger blieben im Besitz der Burg bis 1519. In jenem Jahr verkaufte Friedrich der Mamlinger den Besitz an Wolfgang Elrechinger zu Hueb. Die Elrechinger hatten in Mining eine Gruftkapelle als Grabstätte. Als Erbe der Elrechinger trat um 1610 Wolf Rudolf Golt von Lampoting auf. 1619 verkaufte er Mamling an den Grafen Helfrich von Meggau. Um 1650 ging der Besitz an die Freiherren von Lerchenfeld über. Johann Kaspar Freiherr von Lerchenfeld ließ die alte Burg abtragen und an ihrer Stelle ein Wasserschloss mit Kapelle errichten. Nach dem Stich von Michael Wening war Mamling ein einstöckiges Gebäude mit Zwiebeltürmchen und umgeben von einem Weiher. Außerhalb des Grabens befanden sich die Schlosskapelle und eine Parkanlage. Die neben dem Schloss befindliche Kapelle wurde 1671 errichtet. 1675 wurde von Johann Kaspar Freiherr von Lerchenfeld ein Benifizium gestiftet.
Maria Franziska von Lerchenfeld erhielt das Schloss 1710 als Heiratsgut bei ihrer Eheschließung mit dem Grafen Johann Wilhelm von Abensperg-Traun. Die Ehe blieb kinderlos, und der Besitz ging 1748 an die Grafen von Törring-Jettenbach. 1831 erwarb Heinrich von Bohn aus München das Schloss, auch dieser hatte bei seinem Tod 1848 keine direkten Nachkommen. Bis 1848 hatte Mamling die Vogtei und die Gerichtsbarkeit. Baron Christian von Esebeck kaufte das Schloss und vereinigte es mit Sunzing. Graf Zdenko von Strachwitz erwarb 1870 beide Besitztümer. Unter ihm erfolgte der Umbau zur heutigen Form. Die früher vorhandenen Türmchen sind entfernt, und der Teich ist großteils zugeschüttet worden. Nach seinem Tod 1919 ging Mamling in bürgerlichen Besitz über. Käufer war der Baumeister Franz Wiesner aus Altheim. 1921 übergab dieser das Schloss seiner Tochter Juliana, verheiratete Achleitner. Auch heute ist das Schloss noch im Besitz dieser Familie.

## Schloss Mamling heute
Heute ist Schloss Mamling ein vollständig renovierter zweigeschoßiger Schlossbau. Ein turmartiger, aber nun quadratischer Vorbau erinnert an den früheren Turm mit Zwiebelhaube. Das Schloss ist von einem gepflegten Park umgeben. Im Vergleich zu den umgebenden Rasenflächen steht das Schloss etwas erhöht, vielleicht als Erinnerung an den zugeschütteten Wassergraben. Die Schlosskapelle soll 2015 renoviert werden. Ein Wappenemblem erinnert an die früheren Besitzer.
Durch zahlreiche Events wird dem Schloss eine neue Nutzung gegeben. Zu nennen ist das Frühlingsfestival Schloss Mamling, das Metalfest Open Air Austria 2012,
das Afrika Fest oder das Frühlingsfestival 2012 – Kunst, Kultur, Kulinarik.

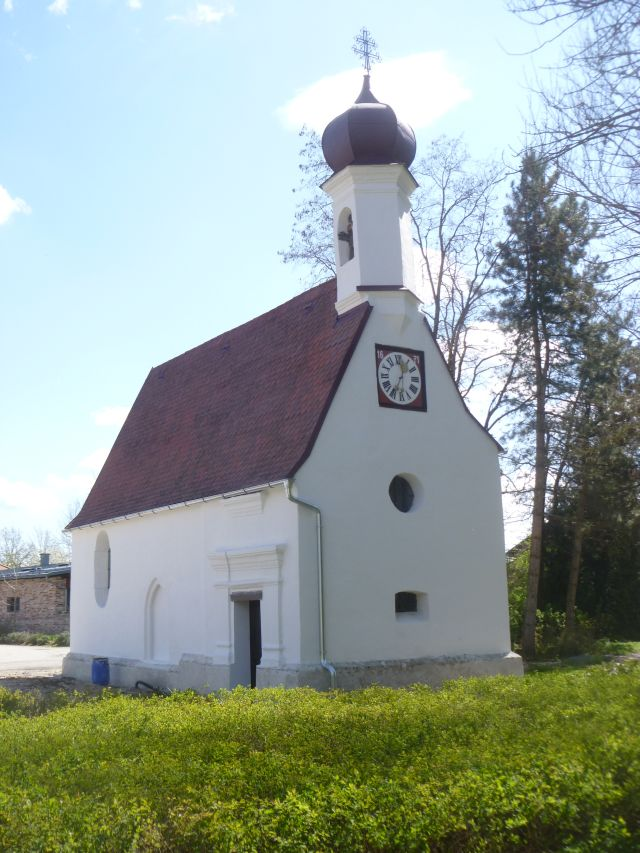
Schlosskapelle Mamling
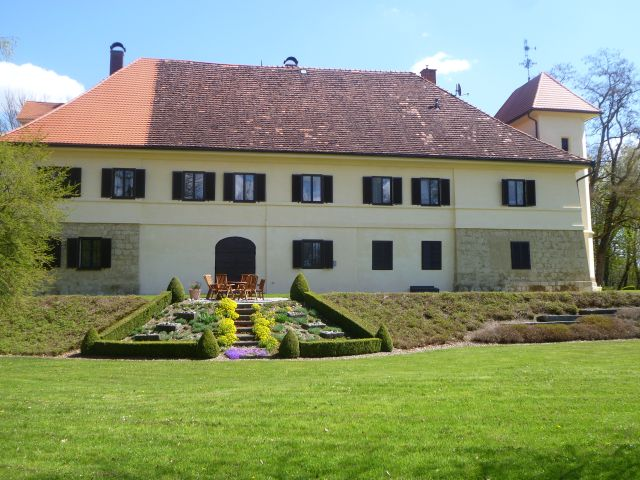
Seitenansicht
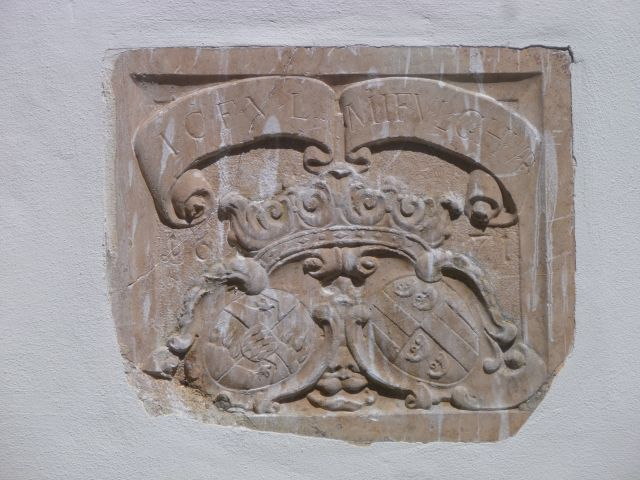
Wappen an der Schlosskapelle